# Muerte y funeral de Isabel Bowes-Lyon
La muerte y funeral de Isabel Bowes-Lyon, tuvo lugar el 30 de marzo del 2002, a las 15:15 GMT, cuando la viuda del rey Jorge VI del Reino Unido y madre de la reina Isabel II del Reino Unido, falleció a la edad de 101 años en Royal Lodge, Windsor. La muerte de la Reina Madre puso en marcha la Operación Puente Tay, un plan que detalla los procedimientos que incluyen la difusión de información, el luto nacional y su funeral. Representantes de naciones y grupos de todo el mundo enviaron sus condolencias a la Reina, al pueblo británico y a los ciudadanos de la Commonwealth. El público dejó flores y mensajes de condolencia en las residencias reales, y los miembros de la familia real rindieron homenaje público a la Reina Madre en los días posteriores a su muerte. Su funeral, celebrado el 9 de abril del 2002 en la Abadía de Westminster en Londres, atrajo a 10 millones de espectadores en el Reino Unido.

## Antecedentes
La Reina Madre había desarrollado un resfriado persistente que contrajo durante la Navidad del 2001. Estaba postrada en cama en Sandringham House después de su último compromiso público el 22 de noviembre del 2001, cuando asistió a la puesta en servicio del HMS Ark Royal. Sin embargo, a pesar de perderse muchos otros eventos programados, como las celebraciones del centenario de la princesa Alicia, duquesa de Gloucester, el 12 de diciembre del 2001;  el almuerzo anual de los Institutos de Mujeres, de los que fue presidenta, el 23 de enero del 2002, y los servicios religiosos tradicionales en Sandringham estaba decidida a asistir al funeral de su hija menor, la princesa Margarita del Reino Unido. El 13 de febrero se deslizó en su sala de estar en Sandringham,  causando gran preocupación a su hija, la Reina y el resto de la familia real, pero viajó a Windsor en helicóptero al día siguiente. Asistió al funeral el 15 de febrero en un monovolumen con ventanillas oscuras (que había sido utilizado recientemente por Margaret) protegido de la prensa según sus deseos para que no se pudieran tomar fotografías de ella en silla de ruedas. Luego regresó a Royal Lodge en Windsor. 

## Muerte
El 5 de marzo del 2002 asistió al almuerzo en la fiesta anual en el césped de los Eton Beagles y vio las carreras de Cheltenham por televisión; sin embargo, su salud se deterioró rápidamente durante sus últimas semanas después de retirarse a Royal Lodge por última vez. Murió "pacíficamente" mientras dormía en el Lodge el 30 de marzo de 2002, a la edad de 101 años, con su hija sobreviviente, Isabel II, a su lado.

## Reacciones

### Familia Real
El príncipe Carlos y el príncipe Andrés de York, que estaban de vacaciones en Suiza y Barbados respectivamente, regresaron rápidamente al Reino Unido al enterarse de la muerte de su abuela. Su cuerpo yacía en el altar de la Capilla Real de Todos los Santos cerca de Royal Lodge,  donde la Reina y la familia real asistieron a una velada el día después de su muerte. Más tarde, el príncipe Andrew y sus hijas, las princesas Beatriz de York y Eugenia de York, se reunieron con miembros del público. El príncipe Andres describió a su abuela como una persona "muy, muy especial".  En una entrevista, los príncipes William y Harry rindieron homenaje a su bisabuela "inspiradora". Tanto la Reina como el Príncipe de Gales rindieron homenaje a la Reina Madre en transmisiones de televisión separadas. El 4 de abril, la Reina y el Duque de Edimburgo se reunieron con los dolientes en el Castillo de Windsor y vieron los tributos.

### Políticos, Realeza  y el resto del mundo
El primer ministro, Tony Blair y otros diputados de la Cámara de los Comunes, así como el líder de la Cámara de los Lores, Lord Williams de Mostyn, y los miembros de la Cámara de los Lores rindieron homenaje en comunicados separados. El Arzobispo de Canterbury entregó una declaración a la Cámara de los Lores, elogiando a la Reina Madre por "su maravilloso ejemplo de servicio y deber". En Escocia, el parlamento escocés guardó un minuto de silencio. El líder de la oposición, los tres primeros ministros de los países constituyentes del Reino Unido y todos los ex primeros ministros británicos vivos expresaron sentimientos similares. Entre los políticos de la Mancomunidad que enviaron sus condolencias se encuentran el primer ministro australiano, John Howard, y el primer ministro canadiense, Jean Chrétien. La Cámara de los Comunes de Canadá también aprobó una moción parlamentaria de condolencias. Los políticos extranjeros que enviaron mensajes de condolencias fueron el presidente estadounidense George W. Bush, el presidente ruso Vladímir Putin, el presidente francés Jacques Chirac, el presidente sudafricano Thabo Mbeki y la presidenta irlandesa Mary McAleese.  Entre los jefes de casas reales extranjeras que pagaron tributos estaban Juan Carlos I, Rey de España, Carlos XVI Gustavo, Rey de Suecia, Abdullah II, Rey de Jordania y Gyanendra, Rey de Nepal.

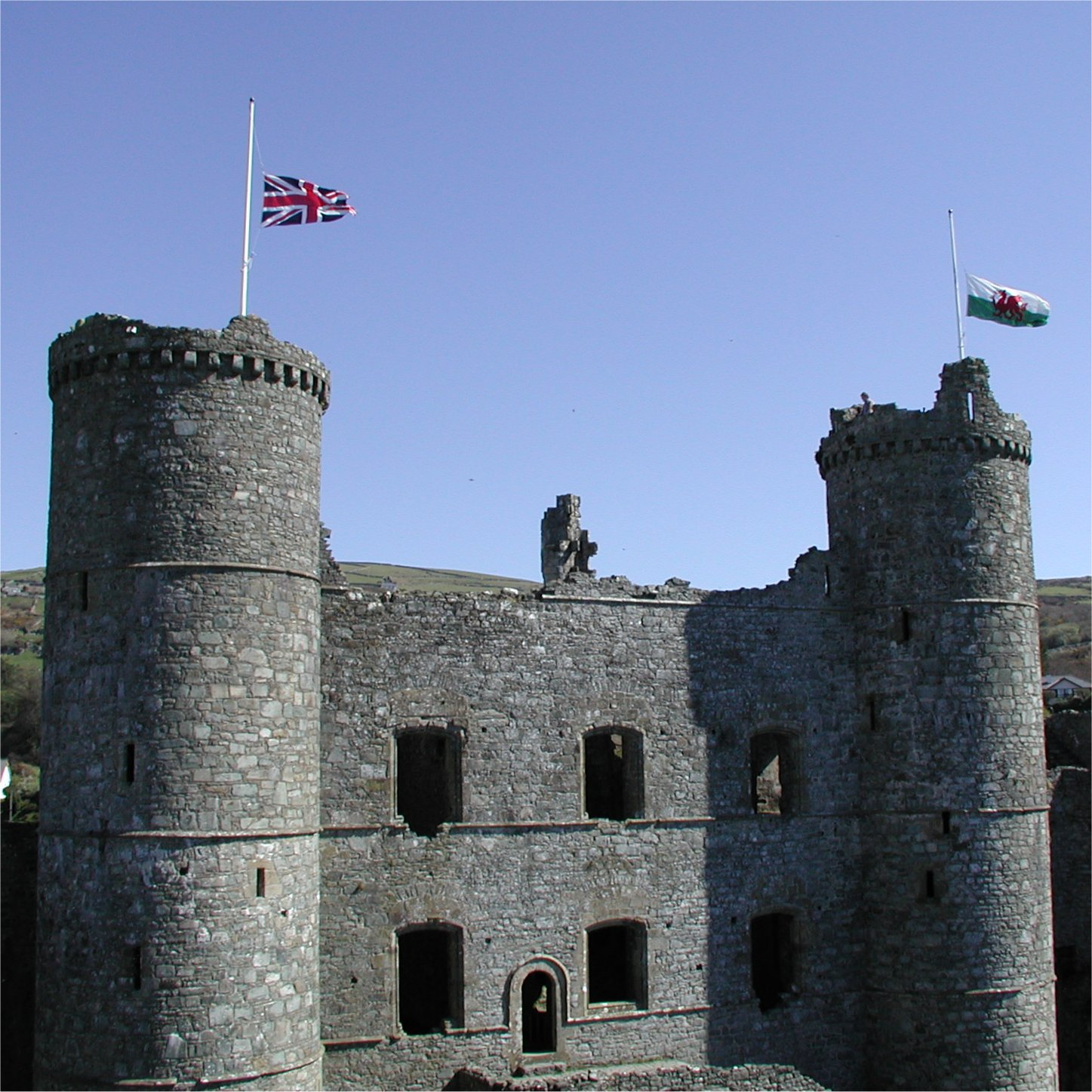
El Castillo de Harlech, con la bandera a media asta en señal de duelo

El público no solo del Reino Unido, sino de mundo, mostraron sus respetos hacia la Reina Madre, donde muchos edificios públicos y privados del Reino Unido bajaron las banderas a media asta. Las banderas en los edificios y establecimientos federales canadienses también ondearon a media asta desde el anuncio de su muerte hasta el atardecer del día del funeral. La bandera nacional irlandesa también ondeó a media asta en todos los edificios estatales para conmemorar la muerte de la Reina Madre. Las banderas de Volgogrado, ciudad rusa de la que la Reina Madre era ciudadana de honor, también ondearon a media asta tras el anuncio de su muerte y hasta el día de su funeral, y por si varios eventos deportivos fueron cancelados, incluso los partidos de fútbol.

### Dignatarios presentes en el funeral
- Reino Unido:

algunos estandartes que decoraron el ataúd de la Reina Madre

  - La reina y el duque de Edimburgo, hija y yerno de la reina madre
  - El Príncipe de Gales, nieto de la Reina Madre
  - El Príncipe Guillermo de Gales, bisnieto de la Reina Madre
  - El Príncipe Enrique, bisnieto de la Reina Madre
  - La princesa real y el capitán Timothy Laurence, nieta y nieto político de la reina madre
  - Peter Phillips y Zara Phillips, bisnietos de la Reina Madre
  - El duque de York y Sarah, duquesa de York, nieto y ex nieta política de la reina madre
  - Las Princesas Beatriz de York y Princesa Eugenia de York, bisnietas de la Reina Madre
  - El conde y la condesa de Wessex, nieto y nieta política de la reina madre
  - La familia de la princesa Margarita, condesa de Snowdon:
  - Vizconde y vizcondesa Linley, nieto y nieta política de la reina madre
  - Lady Sarah y Daniel Chatto, nieta y nieto político de la Reina Madre
- Otros descendientes del rey Jorge V:
  - El duque y la duquesa de Gloucester, sobrinos de la Reina Madre
  - El Conde de Úlster, sobrino nieto de la reina madre
  - Lady Davina Windsor, sobrina nieta de la reina madre
  - Lady Rose Windsor, sobrina nieta de la reina madre
  - El duque y la duquesa de Kent, el sobrino de la reina madre y su esposa.
  - El Conde y condesa de St Andrews, sobrino nieto de la reina madre y su esposa
  - Lady Helen y Timothy Taylor, la sobrina nieta de la Reina Madre y su esposo
  - Lord Nicholas Windsor, sobrino nieto de la reina madre
  - La princesa Alexandra, la honorable dama Ogilvy, la sobrina de la reina madre
  - Marina Mowatt, sobrina nieta de la Reina Madre
  - El príncipe y la princesa Michael de Kent, el sobrino de la reina madre y su esposa
  - Lord Frederick Windsor, sobrino nieto de la reina madre
  - Lady Gabriella Windsor, sobrina nieta de la reina madre
- Familia Bowes-Lyon
  - El conde y la condesa de Strathmore y Kinghorne, el sobrino nieto de la reina madre y su esposa.
  - Lord Glamis, sobrino bisnieto de la Reina Madre
  - El Honorable Ablemarle Bowes-Lyon, sobrino de la Reina Madre
  - Simon Bowes-Lyon, sobrino de la reina madre
  - El Honorable Margaret Rhodes, sobrina de la reina madre (y mujer de la alcoba)

### Casas reales extranjeras
- Bélgica: El Rey Alberto II de Bélgica con su hijo, el príncipe y luego rey de ese país, Felipe de Bélgica.
- Brunéi El Sultán de Brunéi.
- Dinamarca, La reina Margarita II de Dinamarca y el príncipe consorte de Dinamarca, Enrique de Laborde de Monpezat
- Jordania: La Princesa Muna al-Hussein de Jordania (en representación del Rey de Jordania)
- Liechtenstein, el príncipe de Liechtenstein.
- Luxemburgo: El Gran Duque Jean y Gran Duquesa Joséphine Charlotte de Luxemburgo.
- Mónaco: El Príncipe Heredero de Mónaco (en representación del Príncipe de Mónaco)
- Países Bajos: La Reina de los Países Bajos.
- Noruega: El Rey Harald V de Noruega y la Reina Sonia de Noruega.
- España: El Rey Juan Carlos I de Borbón y la Reina de España, Sofía de Grecia.
- Suecia: El Rey Carlos XVI Gustavo de Suecia y la Reina Silvia de Suecia.

### Clase política
- Australia: El Primer Ministro John Howard.
- Canadá: El Primer Ministro Jean Chrétien.
- Estados Unidos: Laura Bush, representando su marido, el presidente George W. Bush.
- Finlandia: Mauno Koivisto, presidente anterior, representando la presidenta Tarja Halonen.
- Francia: Bernadette Chirac, representando su marido, el presidente Jacques Chirac.
- Irlanda: La Presidenta Mary McAleese.
- Naciones Unidas: Kofi Annan, Secretario general de las Naciones Unidas.
- Nueva Zelanda: La Primera Ministra Helen Clark.
- Reino Unido: El Primer Ministro Tony Blair y su mujer Cherie Blair, y los cuatro primeros ministros anteriores vivantes John Major (con su mujer Norma), Margaret Thatcher (con su marido Denis), James Callaghan y Edward Heath.

En adición, Camilla Parker Bowles, una amiga de la Reina Madre pero no todavía la segunda esposa del Príncipe del Gales, fue presente.

## Funeral
Después de ser llevado a Londres, el ataúd de la Reina Madre se colocó inicialmente en el Palacio de St. James y luego se llevó a Westminster Hall en el Palacio de Westminster, acompañada por 1.600 soldados, para su entierro que comenzó el 5 de abril. En un momento, sus cuatro nietos, el príncipe Carlos, el príncipe Andrés, el príncipe Eduardo y el vizconde Linley montaron la guardia como muestra de respeto, un honor similar a la Vigilia de los príncipes en el funeral del rey Jorge V en 1936. El príncipe Carlos regresó más tarde para una visita privada. Los Guardias Galeses y los Yeomen de la Guardia también vigilaron el ataúd de la Reina Madre. Se estima que 200.000 miembros del público desfilaron durante tres días. La cola de dolientes se extendía más de una milla a lo largo del río Támesis y sobre el puente Lambeth, lo que provocó que los funcionarios extendieran los horarios de apertura previstos.

## Entierro

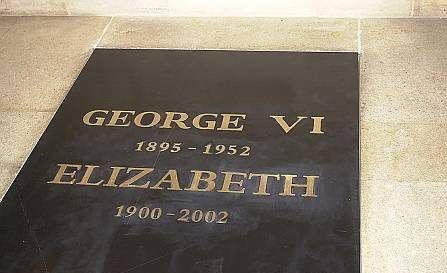
La tumba de Jorge VI donde medio siglo después, se sumó los restos de su esposa, la reina madre, y más tarde los de su hija, Isabel y de su yerno Felipe

Después del funeral de la Reina Madre el 9 de abril, la corona que se había colocado en su ataúd se retiró y se colocó en la Tumba del Guerrero Desconocido, en un guiño a su gesto el día de su boda en 1923. La reina Isabel fue enterrada en la Capilla Conmemorativa del Rey Jorge VI junto a su esposo, el Rey Jorge VI, quien había muerto 50 años antes. Al mismo tiempo, las cenizas de su hija, la princesa Margarita, que había muerto el 9 de febrero de 2002, también fueron enterradas en un servicio familiar privado al que asistieron altos miembros de la familia real. 20 años después, el 19 de septiembre de 2022, la hija de la Reina Madre, Isabel II, y el yerno de la Reina Madre, el Príncipe Felipe, fueron enterrados en la capilla tras el funeral de Isabel II. En los días posteriores al entierro, miembros del público visitaron la capilla para ver la tumba de la Reina Madre.
El 30 de marzo de 2012 se llevó a cabo un servicio conmemorativo para conmemorar el décimo aniversario de la muerte de la princesa Margarita y la reina madre en la capilla de San Jorge, en el castillo de Windsor, al que asistieron la reina y otros miembros de la familia real.